# Listă de licee din statul Arizona, SUA
Această pagină este o listă de licee din statul american Arizona, aranjate alfabetic după comitatele din Statul Marelui Canion.
Liceele sunt, de asemenea, aranjate după districtul școlar de care aparțin.  Districtele școlare din Statele Unite ale Americii (conform originalului School Districts) sunt entitățiile coordonatoare școlare similare cu inspectoratelor județene școlare din România.  În esență aceste school distritcs sunt mult mai mici, deservind doar până la un maxim de zeci de școli, fiind specializate pe grupe de vârstă ale elevilor.  Astfel, există districte ale școlilor elementare, secundare și ale liceelor.

## Apache County–Comitatul Apache
- Chinle High School, Chinle
- Ganado High School, Ganado
- Many Farms High School, Many Farms
- New Visions Academy - Saint Johns Campus, St. Johns
- Red Mesa High School, Teec Nos Pos
- Round Valley High School, Eagar
- St. Johns High Schools, St. Johns
- St. Michael High School, St. Michaels
- Valley High School, Sanders
- Window Rock High School, Fort Defiance
- Rough Rock High School, Rough Rock

## Cochise County–Comitatul Cochise
- Benson High School, Benson
- Bisbee High School, Bisbee
- Bowie High School, Bowie
- Buena High School, Sierra Vista
- Douglas High School, Douglas
- St. David High School, St. David
- San Simon High School, San Simon
- Sierra Summit Academy, Hereford
- Tombstone High School, Tombstone
- Valley Union High School, Elfrida
- Willcox High School, Willcox

## Coconino County–Comitatul Coconino
- Caviat-Fredonia High School, Fredonia
- Caviat-Grand Canyon High School, Grand Canyon
- Caviat-Page High School, Page
- Coconino High School, Flagstaff
- Flagstaff Arts and Leadership Academy, Flagstaff
- Flagstaff High School, Flagstaff
- Fredonia High School, Fredonia
- Grand Canyon High School, Grand Canyon
- Greyhills High School, Tuba City
- Northland Preparatory Academy, Flagstaff
- Page High School, Page
- Sinagua High School, Flagstaff
- Tuba City High School, Tuba City
- Williams High School, Williams

## Gila County–Comitatul Gila
- Globe High School, Globe
- Hayden High School, Winkleman
- Hayden-Winkelman School, Winkleman
- Liberty High School, Globe
- Miami High School (AZ), Miami
- Miami School (AZ), Miami
- Payson High School, Payson
- San Carlos High School, San Carlos
- Young Teaching High School, Young

## Graham County–Comitatul Graham
- Fort Thomas High School, Fort Thomas
- Gila Preparatory Academy, Safford
- Mount Graham High School, Safford
- Pima Junior/Senior High School, Pima
- Safford High School, Safford
- Thatcher High School, Thatcher

## Greenlee County–Comitatul Greenlee
- Clifton High School, Clifton
- Duncan High School, Duncan
- Morenci Junior/Senior High School, Morenci

## La Paz County–Comitatul La Paz
- Parker High School, Parker
- Salome High School, Salome

## Maricopa County–Comitatul Maricopa

### Avondale

#### Agua Fria Union High School District
- Agua Fria High School
- Desert Edge High School
- Millennium High School
- Verrado High School

#### 
- Estrella High School
- La Joya Community High School
- North Star Charter School
- Westview High School

### Chandler
- Basha High School
- Chandler High School
- El Dorado High School
- Hamilton High School
- Primavera Online High School
- Seton Catholic High School
- Valley Christian High School

### Glendale
- Apollo High School
- Cactus High School
- Deer Valley High School
- Glendale High School
- Independence High School
- International Studies Academy
- Ironwood High School, Glendale
- Mountain Ridge High School
- Raymond S. Kellis High School
- Sandra Day O'Connor High School

### Gilbert
- Desert Hills High School
- Gilbert High School
- Highland High School
- Higley High School
- Mesquite High School
- Perry High School

### Mesa
- Desert Ridge High School
- Dobson High School
- East Valley Academy
- Heritage Academy
- Mesa High School
- Mesa Vista High School
- Mountain View High School
- Pinnacle High School
- RCB High School
- Red Mountain High School
- Sequoia Charter School
- Skyline High School
- Sonoran Desert School
- Sun Valley High School
- Sundown High School
- Westwood High School

### Peoria
- Centennial High School
- Liberty High School
- Peoria High School
- Skyline West Prep
- Sunrise Mountain High School

### Phoenix
- Air Academy Charter High School
- Alhambra High School Arhivat în 29 iulie 2008, la Wayback Machine.
- Arcadia High School
- Arizona Agribusiness and Equine Center HIgh School
- Arizona Lutheran Academy
- Arizona School for the Arts
- Bourgade Catholic High School
- Brophy College Preparatory
- Trevor Browne High School
- Camelback High School
- Central High School
- Cortez High School
- Deer Valley Academy High School
- Desert Vista High School
- Barry Goldwater High School
- Glenview Adventist Academy
- Greenway High School
- Carl Hayden Community High School
- Jess Schwartz Jewish Community High School
- Maryvale High School
- Maya High School
- Metro Technology High School
- Metrocenter Academy
- Metropolitan Arts Institute
- Moon Valley High School
- Mountain Pointe High School
- North Canyon High School
- North High School
- North Pointe Preparatory School
- Ocotillo High School
- Paradise Valley High School
- Phoenix Christian High School
- Phoenix Country Day School
- Phoenix School of Academic Excellence
- Pinnacle High School
- Polaris High School
- Precision Academy best school in phoenix:D
- Premier Charter High School
- RCB High School-Phoenix
- Roadrunner High School
- St. Mary's High School
- St. Paul's Preparatory Academy
- James Sandoval Preparatory High School
- School for Integrated Academics and Technologies
- Scottsdale Christian Academy
- Shadow Mountain High School
- Skyline Technical High School
- South Mountain College Preparatory High School
- South Mountain High School
- South Pointe High School
- Summit High School
- Sunnyslope High School
- Thomas Jefferson High School
- Thunderbird High School
- Valley Lutheran High School
- Vicki A. Romero High School (formerly Wilson High School)
- Vista Charter School
- Washington High School
- West Phoenix High School
- Westwind Preparatory Academy
- Willow Canyon High School
- Xavier College Preparatory

### Scottsdale
- Chaparral High School
- Coronado High School
- Desert Eagle Secondary School
- Desert Mountain High School
- Horizon High School
- Notre Dame Prep
- Saguaro High School
- Sees Charter School
- Thunderbird Adventist Academy
- Foothills Academy

### Tempe
- Compadre High School
- Corona Del Sol High School
- International Commerce Institute-Tempe
- James Madison Preparatory School
- Marcos de Niza High School
- McClintock High School
- New School for the Arts
- Pinnacle High School-Tempe
- Tempe High School
- Tempe Preparatory Academy

### Atundeva în comitat
- Arizona Charter Academy, Surprise
- Buckeye Union High School, Buckeye
- Cactus Shadows High School, Cave Creek
- Canyon State Academy, Queen Creek
- Cesar Chavez High School, Laveen
- Desert Edge High School, Goodyear
- Dysart High School, El Mirage
- East Valley Institute of Technology, multiple campus locations
- Estrella Foothills High School, Goodyear
- Fountain Hills High School, Fountain Hills
- Gila Bend High School, Gila Bend
- Guadalupe Regional High School, Guadalupe
- Millennium High School, Goodyear
- Phoenix Country Day School, Paradise Valley
- Pinnacle High School-Casa Grande, Casa Grande
- Queen Creek High School, Queen Creek
- Superior School, Surprise
- Tolleson Union High School, Tolleson
- Valley Vista High School (Surprise, Arizona)
- Verrado High School (Buckeye, Arizona)
- Wickenburg High School, Wickenburg
- Willow Canyon High School, Surprise

## Mohave County–Comitatul Mohave
- Beaver Dam High School, Beaver Dam
- Colorado City High School, Colorado City
- Desert Technology High School, Lake Havasu City
- Kingman High School, Kingman
- Lake Havasu High School, Lake Havasu City
- Mohave High School, Bullhead City
- Music Mountain Junior/Senior High School, Peach Springs
- River Valley High School, Mohave Valley

## Navajo County–Comitatul County
- Alchesay High School, Whiteriver
- Blue Ridge High School, Lakeside
- Holbrook High School, Holbrook
- Hopi High School, Keams Canyon
- Joseph City Junior/Senior High School, Joseph City
- Mogollon High School, Heber
- Monument Valley High School, Kayenta
- Pinon High School, Pinon
- Renaissance Academy-Anasazi Campus, Pinetop
- Shonto Preparatory Technology High School, Shonto
- Show Low High School, Show Low
- Snowflake High School, Snowflake
- White Mountain Institute, Show Low
- Winslow High School, Winslow

## Pima County–Pima County

### Marana
- Marana High School
- Mountain View High School

### Oro Valley
- Canyon del Oro High School
- Immaculate Heart High School (Arizona)
- Ironwood Ridge High School
- Pusch Ridge Christian Academy

### Sahuarita
- Edge Charter School-Sahuarita
- Sahuarita High School

### Sells
- Baboquivari High School
- Tohono O'odham School

### Tucson
- Academy of Tucson
- Amphitheater High School
- Aztec Middle College
- Aztec Middle College-East
- Catalina Foothills High School
- Catalina High School
- Cholla High Magnet School
- City High School
- Compass High School
- Desert Christian High School
- Desert Rose Academy Charter School
- Desert View High School
- Eastpointe High School
- Edge Charter School-Himmel Park
- Flowing Wells High School
- Fred G. Acosta Job Corps Center
- Howenstine High School
- Luz Academy of Tucson
- Mountain Rose Academy
- Nosotros Academy
- Palo Verde High School
- Pima Vocational High School
- Pueblo Magnet High School
- Rincon High School
- St. Gregory College Preparatory School
- Sabino High School
- Sahuaro High School
- Salpointe Catholic High School
- Santa Rita High School
- School for Integrated Academics and Technologies
- Southern Arizona Community High School
- Sunnyside High School
- St. Augustine Catholic High School
- Tanque Verde High School
- Tucson High Magnet School
- Tucson Preparatory School
- University High School

### Vail
- Cienega High School
- Vail Charter High School

## Pinal County–Comitatul Pinal
- Apache Junction High School
- Apache Trail High School, Apache Junction
- Casa Grande Union High School, Casa Grande
- Casa Verde High School, Casa Grande
- Coolidge High School, Coolidge
- Desert Winds High School, Casa Grande
- Florence High School, Florence
- Maricopa Unified School, Maricopa
- Ray High School, Kearny
- San Manuel High School, San Manuel
- Santa Cruz Valley Union High School, Eloy
- Superior Senior High School, Superior

## Santa Cruz County–Comitatul Santa Cruz
- Kino Academy, Nogales
- Mexicayotl Academy, Nogales
- Nogales High School, Nogales
- Patagonia Union High School, Patagonia
- Rio Rico High School, Rio Rico

## Yavapai County–Comitatul Yavapai
- Ash Fork High School, Ash Fork
- Bagdad High School, Bagdad
- Bradshaw Mountain High School, Prescott Valley
- Bradshaw Mountain High School East, Prescott Valley
- Camp Verde High School, Camp Verde
- Capitol High School, Prescott
- Chino Valley High School, Chino Valley
- Copper Canyon Academy, Rimrock
- Cornerstone Christian Academy, Cottonwood
- Kestrel High School, Prescott
- Mayer Junior/Senior High School, Mayer
- Mingus Union High School, Cottonwood
- The Orme School, Orme
- Pathways Charter High School, Camp Verde
- Prescott High School (AZ), Prescott
- Sedona-Red Rock High School, Sedona
- Seligman High School, Seligman
- Southwestern Academy, Rimrock
- Tri-city College Prep High School, Prescott
- Tri-City Vocational/Technology High School, Prescott
- Verde Valley School, Sedona

## Yuma County–Comitatul Yuma
- Antelope Union High School, Wellton
- Carpe Diem e-Learning Community, Yuma
- Cibola High School, Yuma
- Gila Ridge High School, Yuma
- Kofa High School, Yuma
- San Luis High School, San Luis
- Vista High School, Yuma
- Yuma Catholic High School, Yuma
- Yuma High School, Yuma